# Knut Nordenskjöld
Knut Nordenskjöld, född 27 augusti 1882 i Kristianstad, död 10 oktober 1950, var en svensk arkitekt. Han var son till Otto Nordenskjöld och tvillingbror till Sune Nordenskjöld.

## Biografi

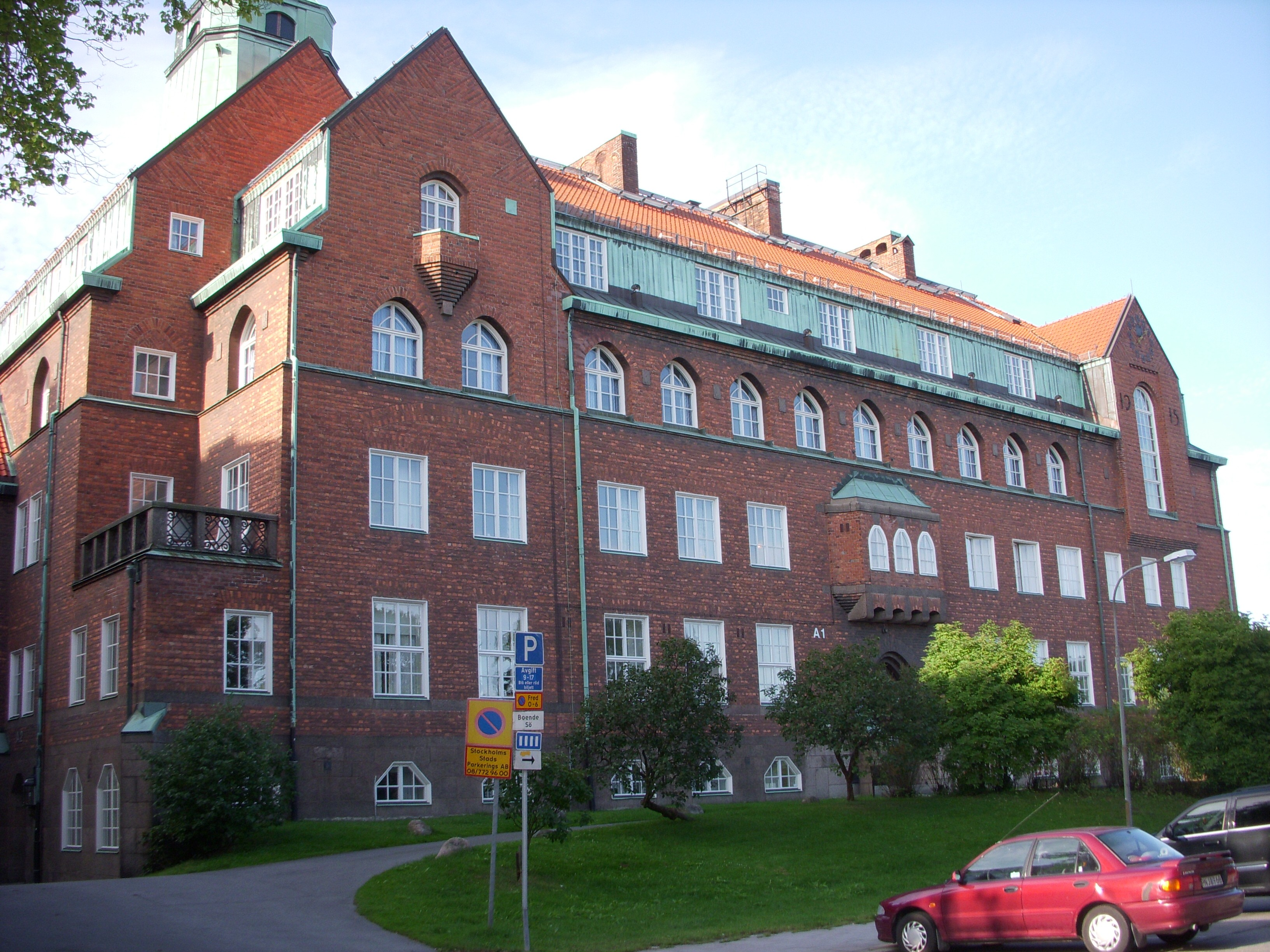
Frans Schartaus handelsinstitut.

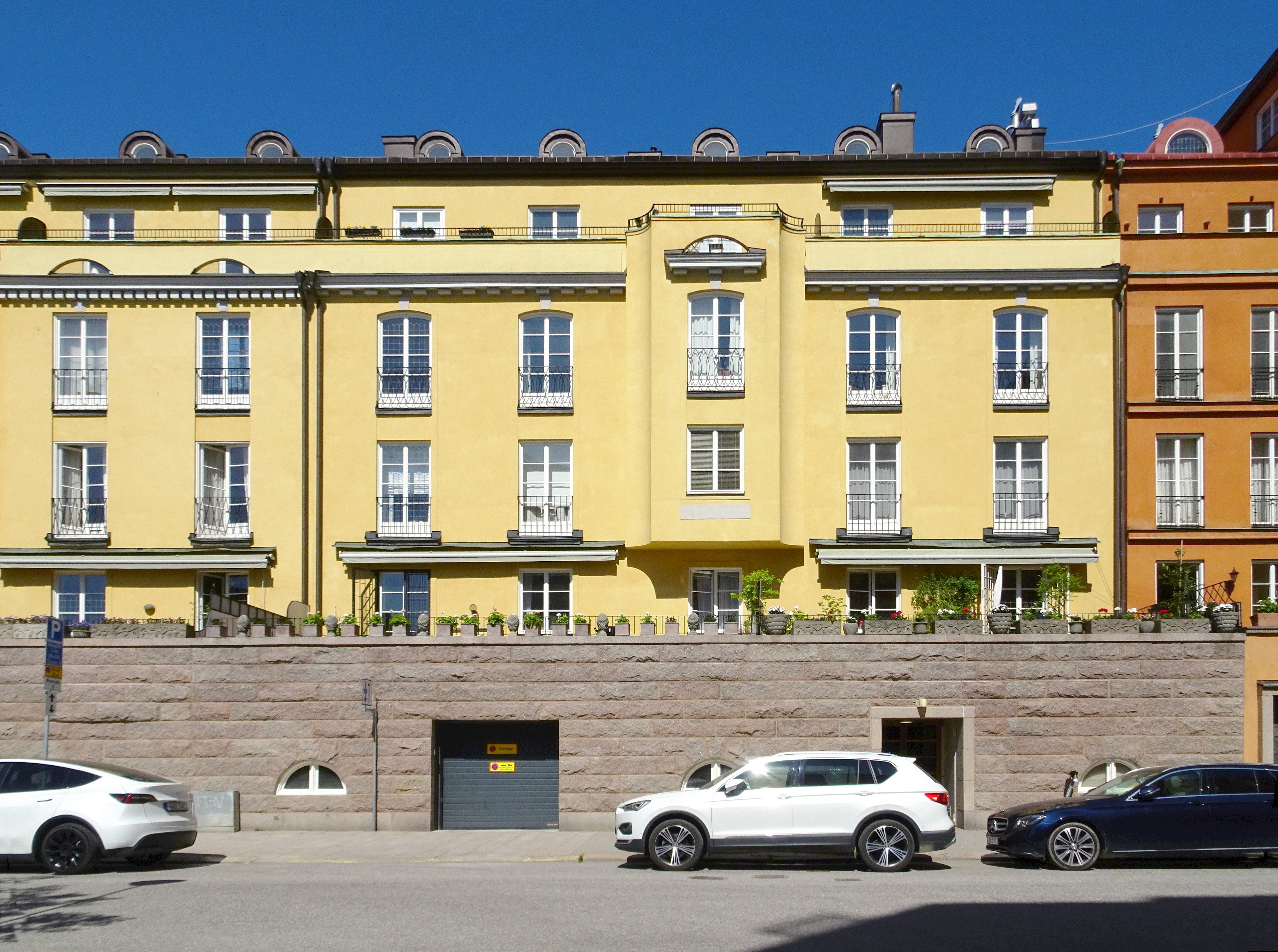
Hornblåsaren 29, Stockholm.

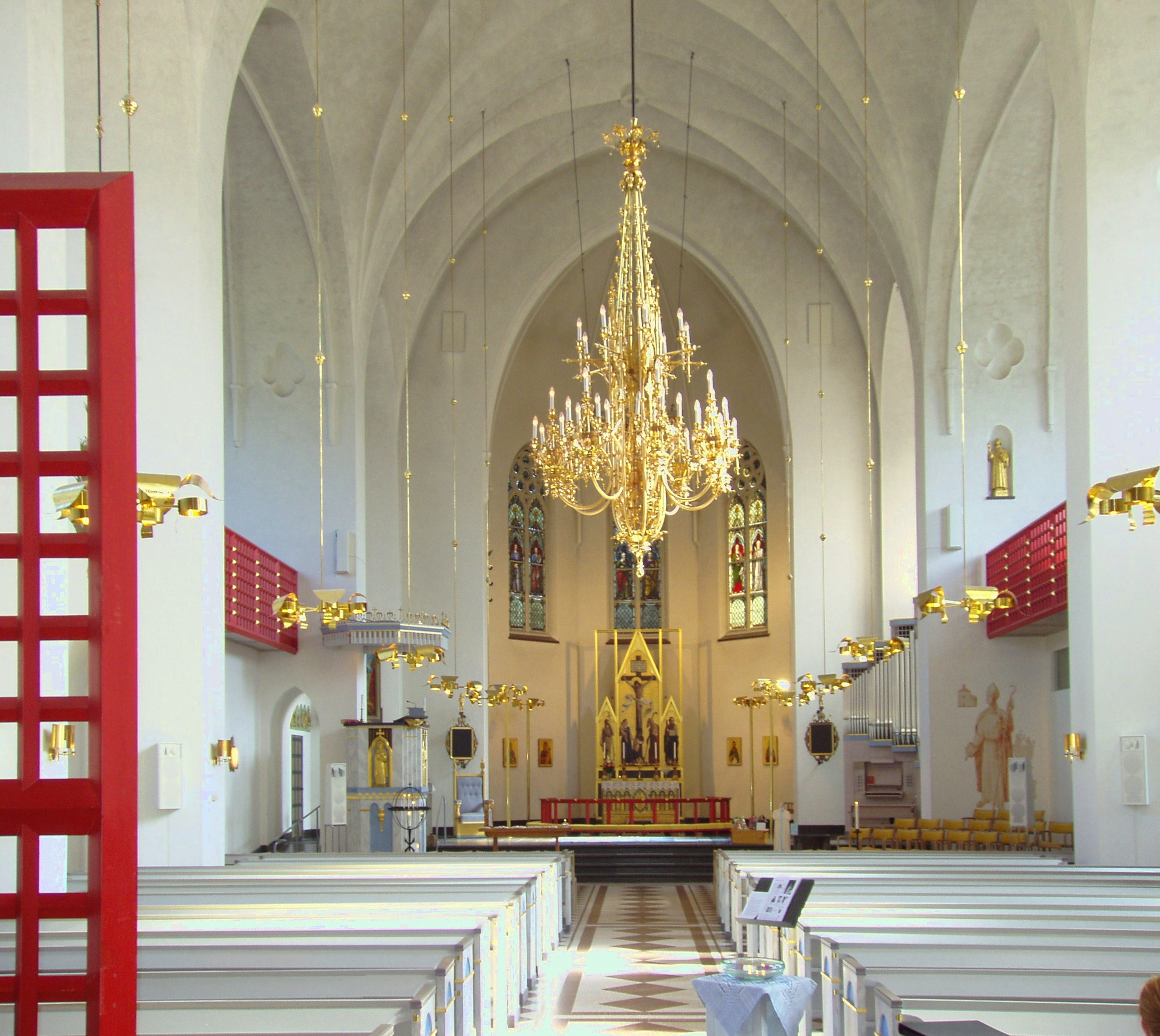
Luleå domkyrka, interiör

Efter studentexamen i Kristianstad 1901 fortsatte Nordenskjöld studierna vid Kungliga tekniska högskolan i Stockholm 1902–1906. Som brukligt för arkitekter studerade han sedan vid Kungliga Akademien för de fria konsterna 1906–1909. Från detta år var han praktiserande arkitekt i Stockholm med egen verksamhet från 1912. En mängd statliga uppdrag följde: Nordenskjöld var tjänstgörande arkitekt utom stat vid Överintendentsämbetet från 1916, tjänstgörande arkitekt vid Byggnadsstyrelsen 1916–1929, Arméförvaltningens arkitekt 1929–1937, slottsarkitekt för Strömsholms slott 1931–1950 och Marinförvaltningens arkitekt 1936–1939.
Bland hans verk finns en lång rad kyrkor (se förteckning nedan). Under sin tid som slottsarkitekt genomförde han också många renoveringar av betydande kyrkor, som domkyrkan i Luleå, Umeå stads kyrka och Hedvig Eleonora kyrka i Stockholm. I många av kyrkorna rensade han ut nygotiken och ersatte den med en stramare och mer modern stil, bland annat i Luleå och Överklintens kyrka.
Till de större uppdragen hörde Carlton Hotell på Kungsgatan 55 i Stockholm som stod färdigt 1927. Möbler till byggnadens interiör ritades bland annat av möbelarkitekt Axel Einar Hjorth och tillverkades av Nordiska Kompaniet som då var en av landets främsta möbeltillverkare.

## Flerfamiljshus
Utöver kyrkobyggnader ritade arkitekt Nordenskjöld ett flertal flerfamiljshus i bland annat Stockholm och Kristianstad. Byggnaderna är ritade i en tjugotals klassicistisk stil. Återkommande för Nordenskjölds bostadshus är skickligt gestaltade trappuppgångar. Ett exempel på detta är trappuppgången på Birger Jarlsgatan Birger Jarlsgatan 44 i Stockholm. Huset från 1927 är utsmyckad med väggmålningar och två antikiserande statyer tillverkade av Näfveqvarns Bruk. Entrén är ett ypperligt exempel på en stilepoken Swedish grace. 
Arkitekt Nordenskjöld ritade bland annat tvillinghuset Johannes Plan 5-Döbelnsgatan 1 med dess stora utbyggnad mot väster (1929–31 och huset på Östermalmsgatan 27 i Stockholm.
Arkitekt Nordenskjöld bodde själv på Nybrogatan 37 i ett hus han ritat och som uppfördes 1932. 

## Eftermäle
Arkitekt Nordenskjöld är något av en dold arkitekt och inte fått någon större uppmärksamhet. Han har aldrig tillerkänts en förstarangsplats och vissa anser att anledningen är att han inte var i nivå med samtidens stora namn. Han har kritiserats för att gå i kölvattnet på arkitekter som Ragnar Östberg och Ivar Tengbom. Han anses även varit en av de intressantare arkitekterna under nittonhundratalets förra hälft.
Arkitekt Nordenskjöld  är inte speciellt representerad i designhistoriska publikationer men uppmärksammas delvis i Gunnela Ivanovs praktverk om stilepoken Swedish Grace. 
Han är begravd på Stockholms norra begravningsplats.

## Verk (urval)

### Nybyggnader
- Frans Schartaus Handelsinstituts gamla byggnad på Stigberget i Stockholm
- Piplärkan 14 i Lärkstaden, Stockholm (1909)
- Rikstens gård i nuvarande Botkyrka kommun (1913)
- Stora Teatern (1916) vid Götgatan 49, rivet
- Hornblåsaren 29 och 30 vid Ulrikagatan 7 och 9, 1931

### Ombyggnader
- Banérska palatset, Stockholm
- Luleå domkyrka. Nordenskjöld ersatte Melanders nygotiska inredning med en nyklassisistisk. Restaureringen var mycket omdanande och kan så här i efterhand ses som en smula hårdhänt.
- Överklintens kyrka fick sin nygotiska prägel helt ändrad till en stramare klassicistisk.
- Åsele kyrka, återuppbyggnad på de gamla murarna efter brand.

### Kyrkobyggnader
Knut Nordenskjölds sakrala arkitektur omfattade 15 kyrkor som uppfördes under åren 1922-1950. Följande kyrkor ritades och uppfördes efter ritningar av honom:
- Skavböke kapell i Enslöv
- Nilivaara kyrka
- Kåge kyrka
- Sankt Olovs kyrka i Skellefteå
- Älmhults kyrka
- Staffans kyrka i Gävle
- Idre kyrka
- Näsby kyrka
- Norrfors kyrka i Nordmaling
- Kosters kyrka på Sydkoster i Strömstads kommun
- Krokstrands kyrka, Skee-Tjärnö församling
- Nossebro kyrka i Nossebro, Essunga kommun
- Sibbhults kapell i Hjärsås
- Havstenssunds kapell i Tanums församling
- Djurhults kapell i Forshälla

### Stilen
Samtliga Nordenskjölds kyrkor kan betraktas som arkitektoniska återblickar mot äldre kyrkoarkitektur. Influenser från medeltid, barock och tidigt 1800-tal återfinns i personliga och friare tolkningar. Nordenskjöld följde inte slaviskt äldre arkitekturmodeller men han fick, genom sin gärning som restaureringsarkitekt, en god inblick i äldre kyrkors byggnadsstilar. Genom den nya syn på ödekyrkor och kyrkorestaureringar som kom att prägla 1900-talets restaureringar synes Nordenskjölds kyrkor vara en återspegling av just restaurerade kyrkor med inslag av olika tidsperioder. Nordenskjöld försökte inte imitera medeltidskyrkan men han kunde exempelvis rita en putsad vit kyrka med inslag av medeltid t.ex. genom att infoga en liten glugg som skulle likna de äldre gluggar som återfunnits i gamla ombyggda kyrkor. Detta kallas iscensatt åldrande. 
Han ritade också kryssvalv i kyrkornas inre och kunde sedan skildra kyrkans byggnadshistoria genom att rita stjärnvalv i koret. I äldre kyrkor kan man återfinna detta som ett tecken på att en liten medeltida kyrka blivit tillbyggd och fått ett nytt kor med stjärnvalv. Nordenskjöld försökte återge den syn på medeltiden som han förvärvat genom sina många uppdrag som restaureringsarkitekt. Genom att ha kartlagt en mängd äldre kyrkor hade Nordenskjöld stor kunskap om hur kyrkorna byggts och också senare tiders tillägg i både exteriör och interiör. Få kyrkor från medeltiden tros vara bevarade i exakt det skick de förmodligen hade under medeltiden. De byggdes till, fick gravkor och detta har Nordenskjöld gestaltat i sina kyrkobyggnader.

## Kyrkor (urval)

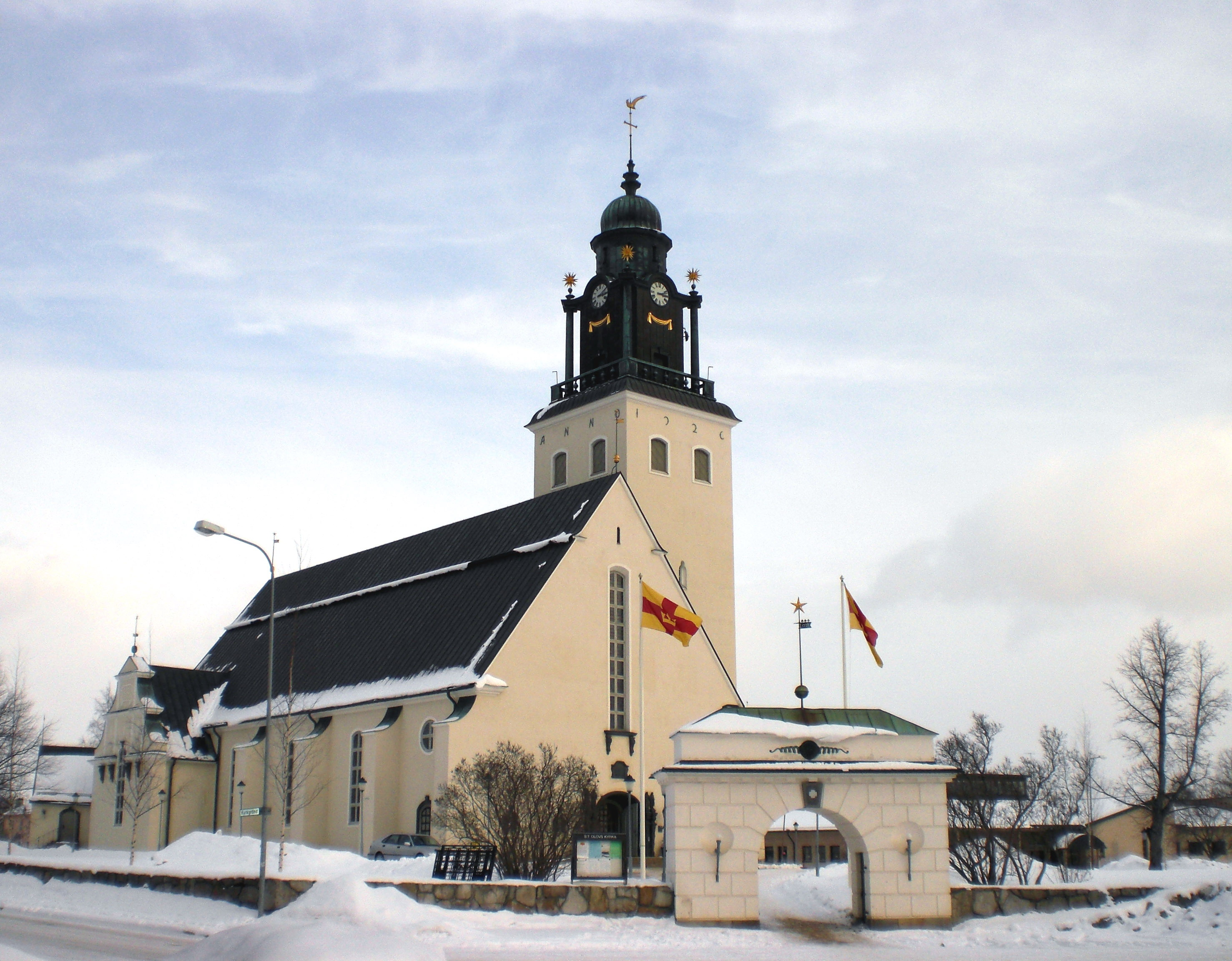
Sankt Olovs kyrka, Skellefteå.
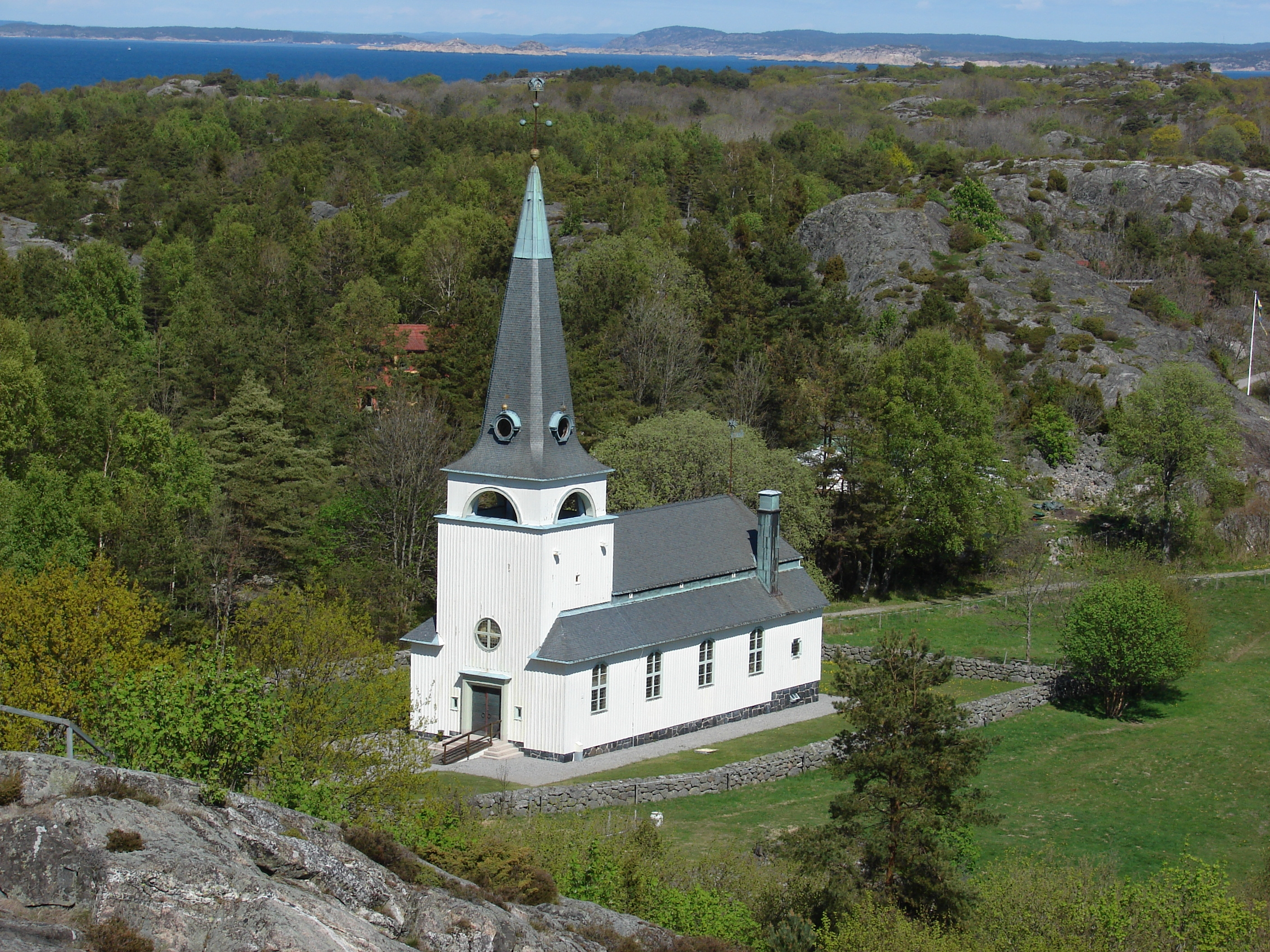
Kosters kyrka.
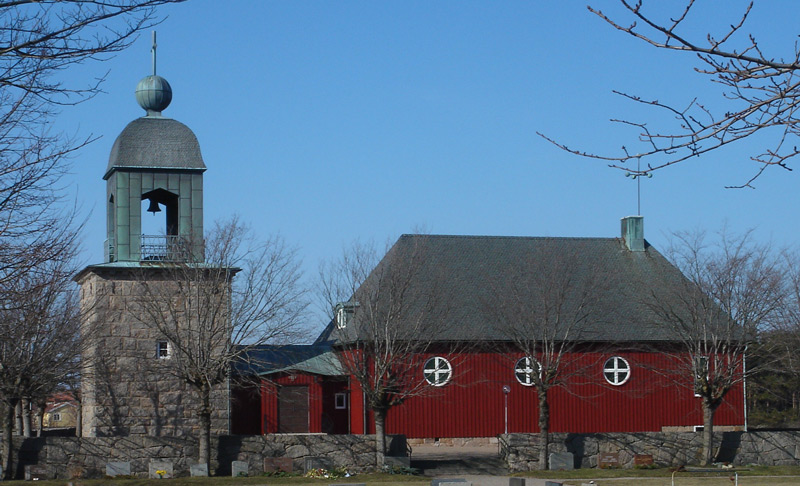
Havstenssunds kapell.
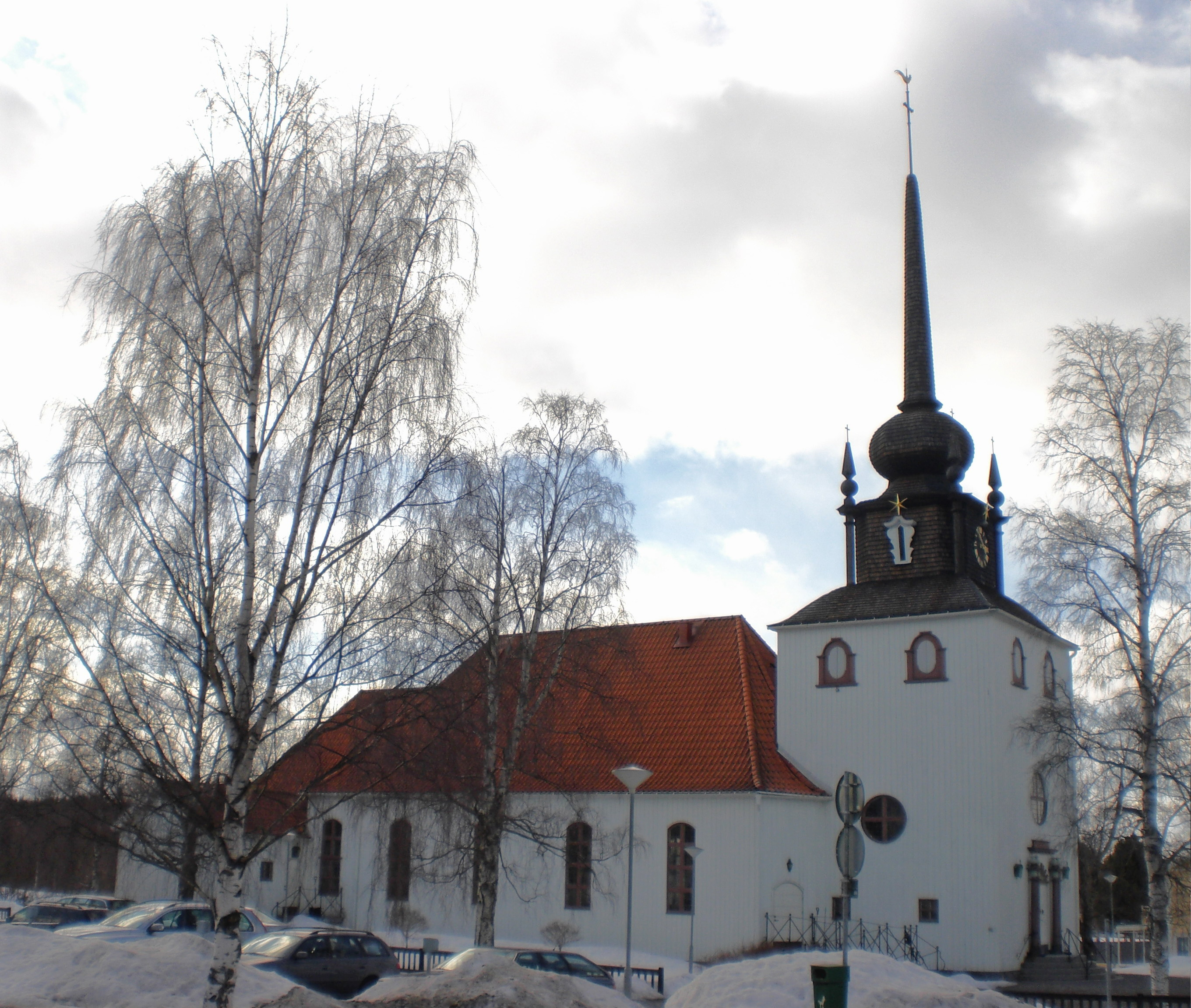
Kåge kyrka.